# Platnéřská
Platnéřská ulice na Starém Městě v Praze spojuje Alšovo nábřeží a náměstí Franze Kafky. Tvoří ji budovy významných institucí jako Národní knihovna České republiky, Městská knihovna v Praze, Nová radnice atd.

## Historie a názvy
Pravděpodobně tudy vedla jedna z nejstarších cest z tržiště na Staroměstském náměstí k vltavskému brodu. Názvy ulice od začátku:
- původní název ulice byl „Ostrožná“ nebo „Ostrožnická“ podle výrobců ostruh
- od poloviny 14. století – „Platnéřská“, protože převažovali dílny platnéřů
- od 13. do 18. století – západní část ulice u Vltavy se nazývala „Za Křižovníky“, v 19. století pak „Křižovnická ulička“ nebo „Malá Křižovnická“
- přelom 18. a 19. století – střední a východní část měla název „Klempířská“
- od roku 1870 – celá ulice má název „Platnéřská“.

## Budovy, firmy a instituce
- Klášter křižovníků – Platnéřská 2, 4 a 6[3]
- Dívčí katolická střední škola – Platnéřská 4
- Klementinum – Platnéřská 8 (bývalá jezuitská kolej – západní budova) a Platnéřská 10 (bývalá jezuitská tiskárna – východní budova)[4]
- Nadační fond Martina Bubera, HAGS Praha (bezpečná dětská hřiště) – Platnéřská 9[5][6]
- Nová radnice – Platnéřská 12[7]
- Bývalá reprezentační prodejna automobilů Walter – Platnéřská 11